# Hebes Chasma

Hebes Chasma

Hebes Chasma est un chasma, dépression topographique de la surface martienne proche des graben terrestres. Situé sur Mars dans le quadrangle martien de Coprates (MC-18 "COP"), juste sous l'équateur, Hebes Chasma est une des vallées du système des Valles Marineris, immense système de graben de près de 8000 km de long. Hebes Chasma est centré par 1,017° S, 283,967° E.
Hebes Chasma est un court segment d'environ 320 km d'extension ouest-est et jusqu'à 130 km de large. Sa direction d'élongation principale, N100°, est parallèle à celle du secteur central des Valles Marineris. Il se prolonge à l'ouest dans l'unité dépressionnaire sud d'Echus Chasma ; à l'est, Ganges Catena (it) est la trace visible du prolongement oriental de la déchirure lithosphérique ; ensemble, ils constituent le graben le plus septentrional du système des Valles Marineris.
Profond de 6 km en moyenne par rapport au plateau environnant se situant vers 4000 m d'altitude, deux dépressions descendent à -4000 m. A contrario, son centre est occupé par une forme voutée en relief, Hebes Mensa (en), s'élevant à plus de 5 km au-dessus des fonds d'Hebes Chasma, le plateau sommital ayant une altitude vers 3300 m.